# 일로일로 국제공항
일로일로 국제공항(영어: Iloilo International Airport, Pangkalibutan nga Hulugpaan sang Iloilo, aliparang Pandaigdig ng Iloilo, IATA: ILO, ICAO: RPVI)) 또는 일로일로 공항(Iloilo Airport) 또는 공항이 위치한 카바투안 지역의 이름에서 비롯된 카바투안 공항(Cabatuan Airport)은 필리핀 일로일로시를 포함한 일로일로주를 관할하는 필리핀 일로일로의 공항이다. 주변 지역 일로일로 산타바바라의 이름을 따서 산타바바라 공항(Santa Barbara Airport)으로도 부른다.
2007년 개장 이후로 일로일로 국제공항은 필리핀에서 건설된 최대 공항 가운데 하나이다.

## 통계
CAAP(Civil Aviation Authority of the Philippines) 자료.